# Langwiederberg
Die Einöde Langwiederberg ist ein Gemeindeteil der Stadt Wasserburg am Inn im oberbayerischen Landkreis Rosenheim.

## Geografie
Langwiederberg befindet sich etwa 1200 Meter südöstlich des Ortszentrums von Wasserburg auf einer Höhe von 492 m ü. NHN.

## Geschichte
Der im 19. Jahrhundert entstandene Ort wurde ein Bestandteil der Landgemeinde Bachmehring. Diese war mit den Verwaltungsreformen zu Beginn des 19. Jahrhunderts im Königreich Bayern entstanden. Zu ihr gehörten auch die Gemeindeteile Berg, Dirneck, Kircheiselfing, Langwied, Straß und Weikertsham. Im Zuge der kommunalen Gebietsreform in Bayern in den 1970er-Jahren wurde Langwiederberg in die Stadt Wasserburg eingegliedert. Im Jahr 2012 zählte Langwiederberg sechs Einwohner.

## Verkehr
Die Anbindung an das öffentliche Straßennetz wird durch mehrere Gemeindestraßen hergestellt, die Langwiederberg unter anderem mit der etwa einen Kilometer nordöstlich des Ortes vorbeiführenden Bundesstraße 304 verbinden.